# Воркута (станция)
Воркута́ — станция Северной железной дороги в городе Воркуте Республики Коми.

## История
Железнодорожное сообщение Воркуты с «большой землёй» — центральными и северными областями РСФСР — было открыто в конце 1941 года. В декабре была завершена укладка пути на участке Кожва — Воркута.
Первый поезд с паровозом серии ОВ № 5381 отправился со станции Печора в рабочий посёлок Воркута 26 декабря. Открылось рабочее движение на всей линии Северо — Печорской железной дороги — от Котласа до Воркуты. Шла Великая Отечественная война и страна остро нуждалась в воркутинском угле. Дорогу приходилось прокладывать в тяжелейших условиях вечной мерзлоты.
Подрядными организациями при строительстве дороги выступали в основном бригады, собранные из заключённых Воркутлага. Орудиями труда служили тачка, кирка и кувалда с лопатой. Строительство велось ударными темпами в лютые морозы. По свидетельствам железнодорожников тех лет первая железная дорога «ходила ходуном» и её называли «живой». В самом начале эксплуатации отсутствовали семафоры, в тёмное время приходилось следовать на свет керосиновых фонарей дежурных по станциям и перегонам.
Благодаря железной дороге, в годы войны было заложено 29 шахт, из которых 12 введено в эксплуатацию.
Более 7 млн.тонн высококачественного коксующегося угля удалось добыть в те годы. 26 ноября 1943 года вышел Указ Президиума Верховного Совета РСФСР о присвоении рабочему поселку Воркута статуса города. Новый город состоял из бараков, а «вольного населения» насчитывалось не более 5 000 человек.
До момента открытия станции Воркута в 1950 году, железнодорожный узел представлял из себя сеть подъездных путей к погрузочным площадкам шахт и грузовых дворов.
В 1950 году состоялось торжественное открытие железнодорожного вокзала на станции. В последующие годы планомерно развивалось путевое хозяйство, системы и устройства сигнализации, централизации и блокировки, была построена пассажирская платформа. Станция открыта для грузовой работы.

## Достопримечательности
Объект культурного наследия народов РФ регионального значения. Рег. № 111710820170005 (ЕГРОКН)
На территории станции установлен памятник паровозу Эм № 720-24, открытый в августе 1980 года. Этот паровоз был построен в 1932 году, вероятно на заводе Красное Сормово, отдельные эксперты высказывают мнение, что паровоз в том же году был выпущен Заводом имени Октябрьской революции в городе Луганске на Украине. Именно на нём 29 июня 1944 года машинист депо Воркута П. П. Дьяченко провёл первый из десяти составов со сверхплановым углём, добытым шахтерами Воркуты в подарок освобождённому Ленинграду. Монумент является памятником истории, объектом культурного наследия народов России регионального значения и охраняется государством.

## Коммерческие операции, выполняемые на станции
1. Пр/выд. повагонных отправок грузов (откр. площ.)
2. Пр/выд. мелких отправок грузов (крытые склады)
3. Пр/выд. поваг. и мелк. отправок (подъездн. пути)
4. Пр/выд. грузов в универсальных контейнерах(3 и 5т)
5. Пр/выд. грузов в универсальных контейнерах (20т)
6. Пр/выд. мелких отправок грузов (откр. площ.)[5]

## Пассажирское движение

### Направления, перевозчики и расписание
| Перевозчик                        | Дистанция          | Направления и расписание |
| --------------------------------- | ------------------ | ------------------------ |
| Федеральная пассажирская компания | Дальнее следование |                          |

## Галерея

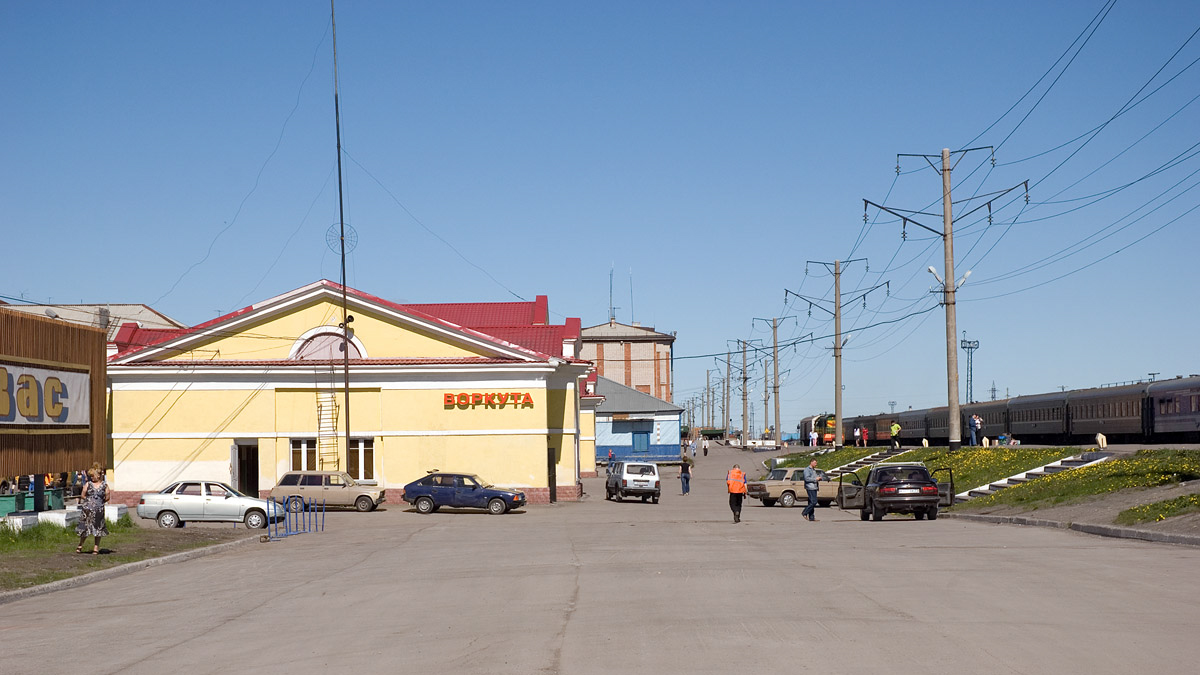
Вокзал станции Воркута (1949)
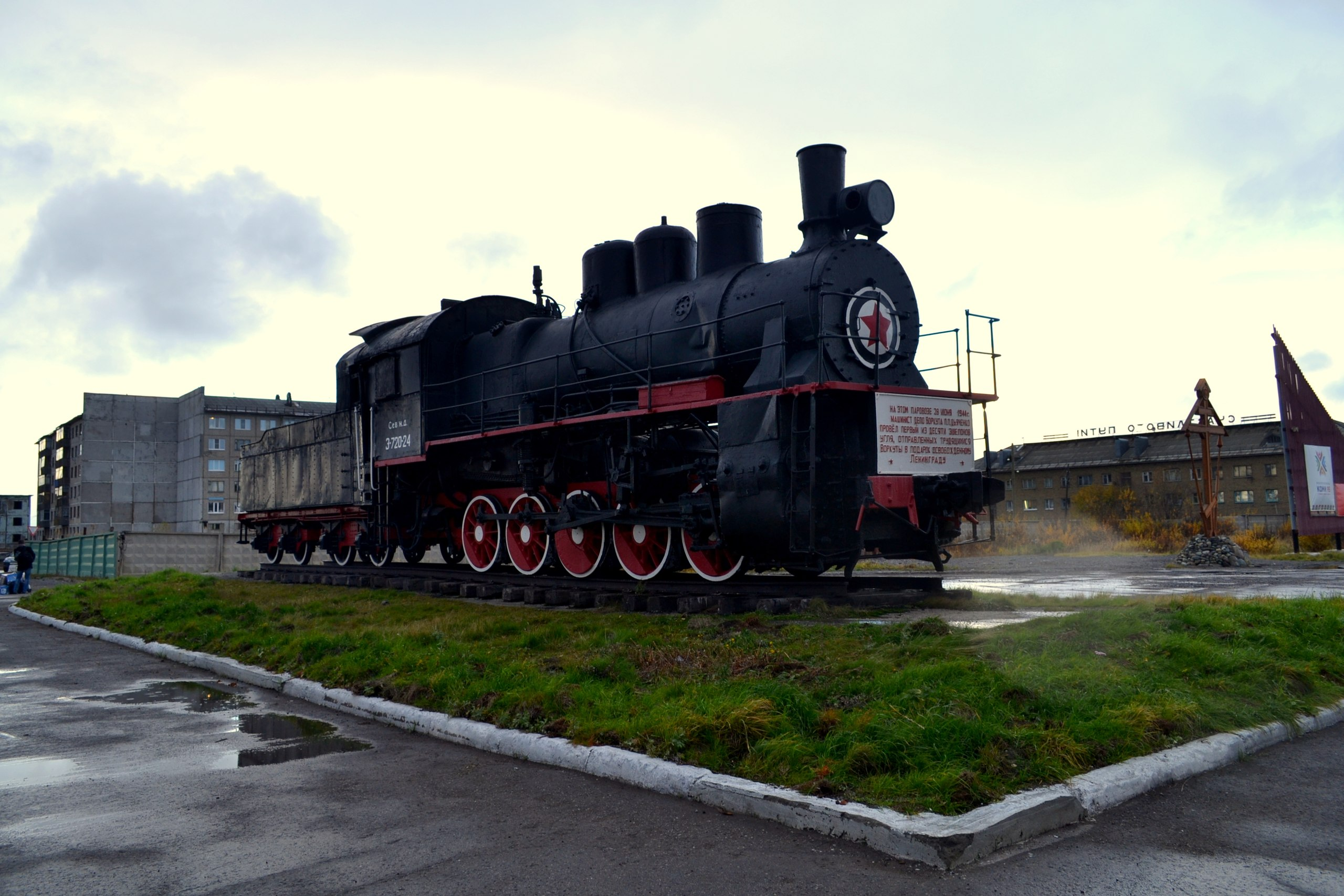
Памятник паровозу Эм № 720-24 на станции Воркута с мемориальной табличкой.
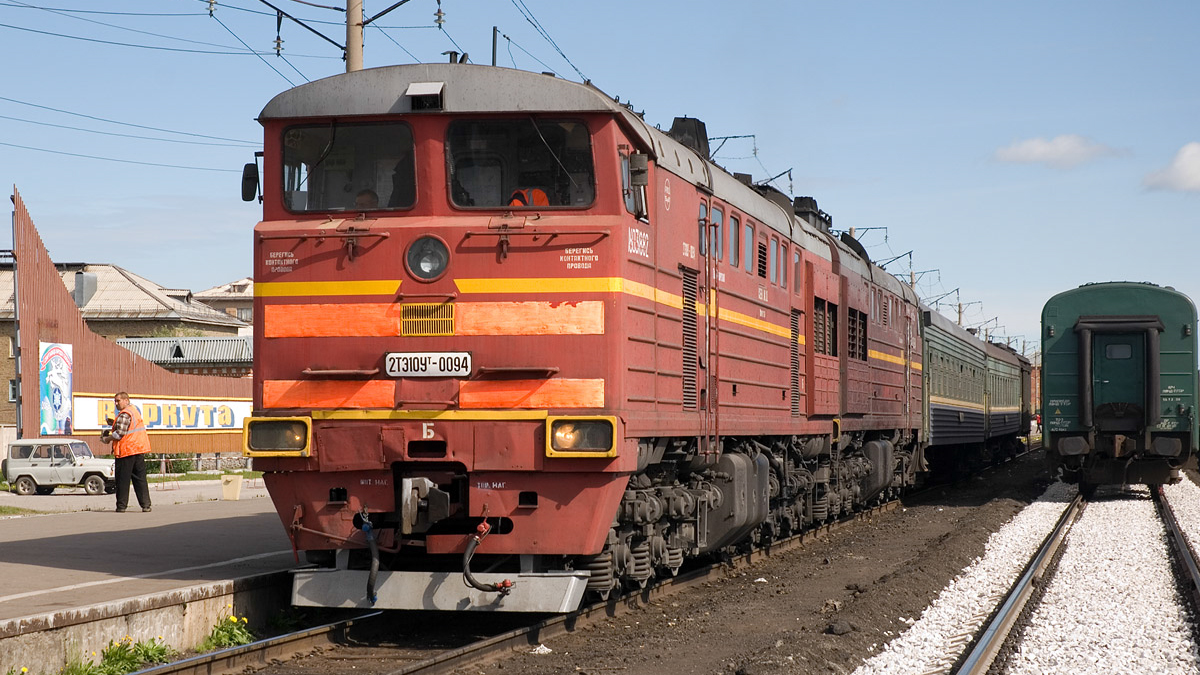
Тепловоз 2ТЭ10УТ-0094 с поездом Воркута — Лабытнанги
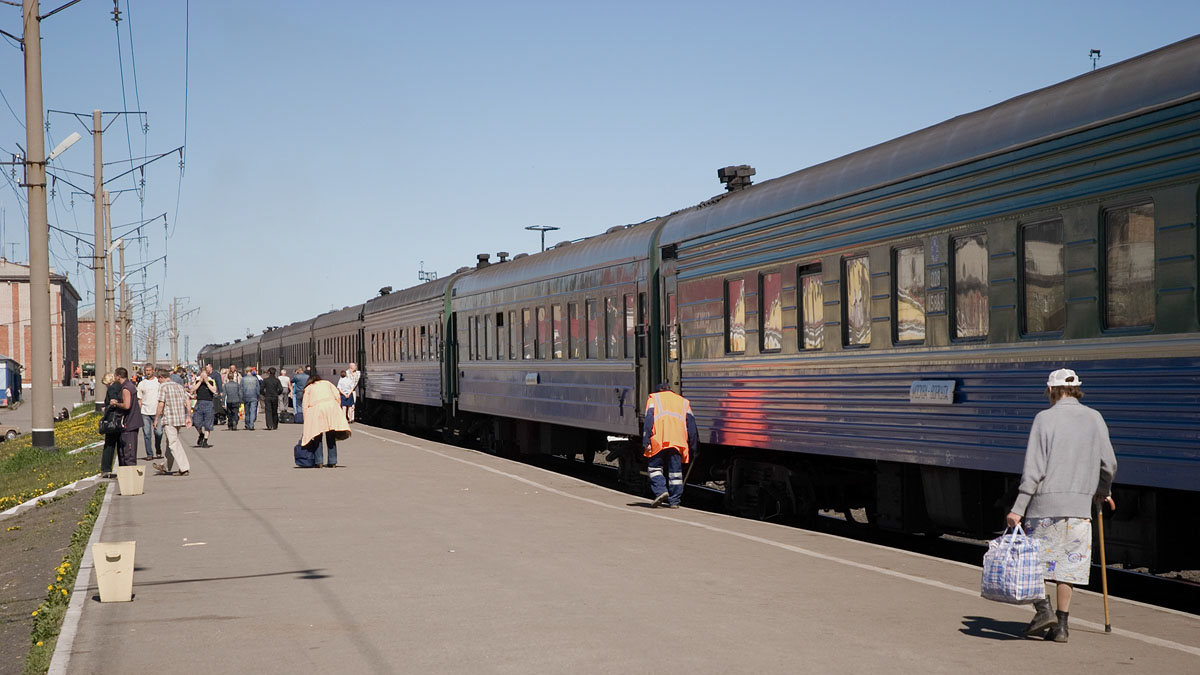
Вагоны поезда Москва — Воркута на пассажирской платформе.